# Marengo rattotensis
Marengo rattotensis là một loài nhện trong họ Salticidae.
Loài này thuộc chi Marengo. Marengo rattotensis được Benjamin miêu tả năm 2006.